# Heriades apriculus
Heriades apriculus is een vliesvleugelig insect uit de familie Megachilidae. De wetenschappelijke naam van de soort is voor het eerst geldig gepubliceerd in 1998 door Griswold.